# South Uist

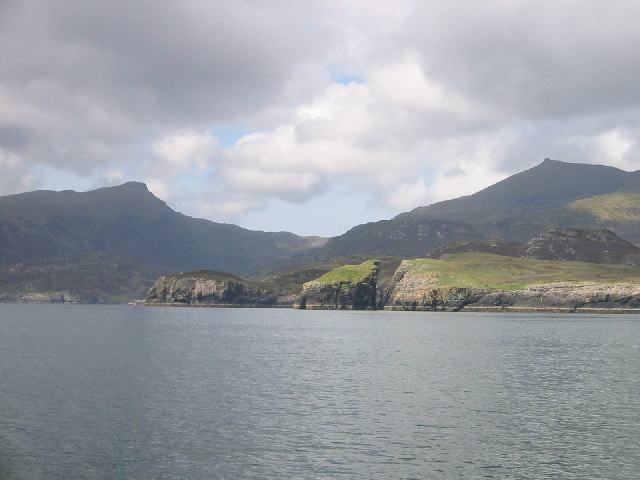
Gezicht op South Uist

South Uist (Schots-Gaelisch: Uibhist a Deas, Zuid-Uibhist) is het grootste eiland van de zuidelijke Buiten-Hebriden, de westelijkste archipel van Schotland.
South Uist is een langgerekt eiland dat aan de overkant van de Kleine Minch ligt ten opzichte van Skye. Het grenst in het noorden aan Benbecula (Beinn na Faoghla), waarmee het door een damweg nabij Carnan verbonden is, de A865. De zeestraat tussen Benbecula en South Uist heet Bagh nam Faoilean. In het zuiden is South Uist sinds 2003 met het eilandje Eriskay (Eiriosgaigh) verbonden, nabij het plaatsje Ludag, waar ook een veerbootverbinding met Barra is, het eiland in het zuiden aan de overkant van de Caolas Bharraigh.
South Uist heeft grof genomen drie delen: een noordgedeelte (Taobh a Tuath), een zuidgedeelte (Ceann a Deas), en de middendelen (Na Meadhanan). De hoofdplaats is Lochboisdale (Loch Baghasdail), aan het gelijknamige meer, waar de veerboten vanuit Oban en Mallaig aanleggen, alsmede een bijkomende ferry naar Barra. Dit is de enige 'grote' nederzetting aan de oostkust. Het dorp ligt in het zuiden van het eiland; in de baai liggen Gasaigh en de 'viseilanden', Eileanan Iasgaich. Loch Baghasdail, aan de noordrand van het meer, heeft een zuster aan de zuidrand, Taobh a Deas Loch Baghasdail; dit dorp is echter beduidend kleiner. Zo'n vijf kilometer ten noordwesten van Loch Baghasdail is een kruispunt aan Dalabrog; een vertakking van de A865, de B888, gaat zuidwaarts naar Cille Brighde, waar de steen van Pollachan staat. De overgrote meerderheid van de dorpen zijn in het westen geconcentreerd; in het Noordgedeelte bestaat het oosten meer uit loch dan uit land, en in het Midden- en Zuidgedeelte liggen vele kleine heuvels in het oosten, wat de oostelijke helft van South Uist moeilijk bewoonbaar maakt. De dorpen zijn dan ook uitlopers van de A865 die het eiland van noord naar zuid doorloopt.
In het Noordgedeelte staan de restanten van vier prehistorische torens, een bij Iochdar, een bij Aird na Monach, een langs de weg ten zuiden van Loch Bidh, en één meer naar het oosten, ten zuiden van het dorp Loch a Charnain. Tevens bevindt zich bij de oostkant van de weg, ten noorden van Groigearraidh, op de 87 meter hoge heuvel Ruibheal, een bekend Mariabeeld, Our Lady of the Isles.
In het Middendeel wordt het oosten door een aantal heuvels beheerst, waarvan de 'grote heuvel', Beinn Mhòr, 620 meter meet, en de Hecla 606 meter. De zijweg B890 bakent de noordrand van het Middengedeelte af; ten zuiden hiervan ligt het natuurreservaat van Loch Druidibeag. Op de Hàrsal, 139 meter, staan twee cairns. Er zijn een aantal geruïneerde kerken en kapellen bij Howmore (Tobha Mòr), met grafstenen, en de restanten van twee kastelen nabij Ormacleit (Ormacleit Castle) en Beagram. Loch Aineort, met het eilandje Calbhaigh, vormt een natuurlijke grens met het Zuidgedeelte.
Het Zuidgedeelte heeft, naast een oorlogsmonument en golfterrein, een relatief groot aantal dorpjes, en in Cill Donnain bevindt zich een bezoekerscentrum. Ook hier staan verschillende cairns en torens, en Flora MacDonald werd in deze streek geboren. De Stulabhal, aan de oostkust, is 374 meter hoog; voor de kust, enkele honderden meters in zee ten zuidoosten van de Stulabhal, ligt het eiland Stulaigh. Ter hoogte van Loch Baghasdail, bij de westkust, liggen de restanten van een prehistorisch huis.
De algehele westrand van South Uist bestaat uit stranden, met uitzondering van de kaap bij Aird a' Mhachair in het uiterste noordwesten, en het schiereiland van Aird Bhuile, tegenover Loch Aineort, waarop de broch Dun Vulan en de monoliet van Bornais staan. Überhaupt is de ondergrond moerassig; de heuvels zijn met gras bedekt, er komen vele wilde bloemen voor, en schapen wordt de vrije loop gelaten. Wegens blootstelling aan de Atlantische Oceaan is het klimaat wisselvallig en doorgaans winderig. De bevolking van South Uist vertegenwoordigt de hoofdmoot van de Uibhist-Gaels: men spreekt er een dialect van het Schots-Gaelisch dat afwijkt van de noordelijke variëteiten van Lewis en Harris. De Gaelen van de Uist-eilanden (North Uist, South Uist en Benbecula ertussenin) beschouwen zichzelf als verschillend van de noordelijke Gaelen; benevens de talige verschillen zijn de zuidelijke eilanden overwegend katholiek, in tegenstelling tot het protestantse noorden. Nochtans verschillen de Uists niet al te sterk van Lewis: ook deze eilanden zijn sinds prehistorische tijden bewoond en hielden zich in hoofdzaak met visvangst bezig. De industrie heeft zich sinds de late twintigste eeuw naar het toerisme gediversifieerd.